# Josip Šuman
Josip Šuman, slovenski jezikoslovec, klasični filolog, šolnik * 11. februar 1836, Zgornja Ročica, Slovenija, † 15. september 1908, Mošćenička Draga, Hrvaška.
Josip Šuman je bil jezikoslovec in narodni delavec, ki je objavil dve slovnici in več knjig o Slovencih, ki so pomembno vplivale na poznavanje Slovencev po svetu.

## Življenje in delo
Josip Šuman se je rodil v kmečki družini očetu Andreju in materi Mariji (rojena Gajsar). Osnovno šolo je končal v Sv. Ani, od leta 1846 se je šolal v Mariboru, kjer je najprej končal normalko, nato pa še gimnazijo. V šoli je bil priden učenec. Maturo je opravil z odliko in vpisal se je na Filozofsko fakulteto univerze v Gradcu, kjer je študiral klasično filologijo in germanistiko. V jeseni 1856 je hudo zbolel, po okrevanju pa se ni vrnil v Gradec, temveč se je prepisal na univerzo na Dunaju. Leta 1859 je absolviral Filozofsko fakulteto, zaradi dobrih stikov s profesorji mariborske gimnazije pa je tam začel tudi kmalu poučevati. Sprva je poučeval grščino, zgodovino in zemljepis, zaradi pomanjkanja ur pa občasno še telovadbo. Josip Šuman je bil eden izmed pobudnikov in nato tajnik mariborske čitalnice, na njegovo pobudo pa so Slovenci začeli mesto imenovati po Tomanovi pesmi Mar-i-bor in ne Marburg.
Josip Šuman je bil »duša« mariborske čitalnice, nekaj časa pa tudi njen predsednik. Redno je nastopal na njenih prireditvah, s svojim krasnim tenorjem pa tudi v zboru. Bil je med pobudniki mnogih narodnobuditeljskih prireditev, pa tudi ustanovitve Slovenske matice leta 1864. V šestdesetih letih 19. stoletja je bil vpleten v vse najpomembnejše politične dogodke v Mariboru. Vrhunec njegovega političnega delovanja je bil verjetno nastop na Kapelskem taboru 19. junija 1870. Šuman je bil podpredsednik tabora, imel pa je tudi odmeven govor o šolstvu, v katerem je zahteval slovenski učni jezik. Isto zahtevo je avgusta 1870 skupaj z nekaterimi profesorji razširil v posebni spomenici, ki je zahtevala ustanovitev slovenske gimnazije v Mariboru. 
Aktivno politično udejstvovanje in kandidatura na volitvah v štajerski deželni zbor leta 1871 sta povzročila skrivno politično rovarjenje proti Šumanu. 26 februarja 1871 je bil Josip Šuman z ukazom šolskega ministra prestavljen na odmaknjeno gimnazijo v Ried v Gornji Avstriji, da bi ga izmaknili iz tokov slovenske politike v Mariboru. Po pritožbi in obisku pri cesarju je bil prestavljen na elitno akademsko gimnazijo na Dunaju, kjer je nadaljeval svoje znanstveno slavistično delo. Šumanu se je tako uspelo izmakniti osebni degradaciji, a je bil vseeno umaknjen iz slovenskega okolja v katerem je dotlej tako uspešno deloval. Na slovensko ozemlje se je vrnil šele leta 1884, ko je bil imenovan za ravnatelja ljubljanske gimnazije, leta 1890 pa je postal deželni šolski nadzornik na Kranjskem. Ob upokojitvi leta 1900 mu je cesar podelil naziv dvornega svetnika. Umrl je nenadno med kopanjem na počitnicah v Mošćenički Dragi 15. septembra 1908.

## Dela
- Slovenski Štajer. Dežela in ljudstvo (1868)
- Slovenska slovnica po Miklošičevi primerjalni (1881)
- Die Slovenen (Slovenci, 1881)
- Slovenska slovnica za srednje šole (1884)